# Arvika FF
Arvika FF var en fotbollsförening från Arvika i Värmlands län, bildad 1951 genom sammanslagning av Arvika IS (bildad 1907) och Arvika SK (1919). Arvika FF slogs i sin tur samman med Arvika BK och Arvika HC 1962 till IFK Arvika. Laget spelade sina hemmamatcher på Viksvallen.

## Serieplaceringar
| Säsong    | Placering | Serie                             | Anmärkning |
| --------- | --------- | --------------------------------- | ---------- |
| 1951-1952 | 1 av 9    | Division 6 Värmland västra        | Uppflyttad |
| 1952-1953 | 4 av 8    | Division 5 Värmland Eliten västra |            |
| 1953-1954 | 4 av 10   | Division 4 Värmland/Dalsland      |            |
| 1954-1955 | 3 av 10   | Division 4 Värmland/Dalsland      |            |
| 1955-1956 | 1 av 10   | Division 4 Värmland västra        | Uppflyttad |
| 1956-1957 | 11 av 11  | Division 3 Västra Svealand        | Nedflyttad |
| 1957-1958 | 3 av 10   | Division 4 Värmland västra        |            |
| 1959      | 4 av 10   | Division 4 Värmland västra        |            |
| 1960      | 1 av 10   | Division 4 Värmland västra        | Uppflyttad |
| 1961      | 10 av 12  | Division 3 västra Svealand        |            |

### Fotnoter
1. ↑  http://www.skovdeik.se/files/opponents/IFK_Arvika.pdf
2. 1 2  ”ARVIKA FF Generell Information”. svenskafotbollsklubbar.se. http://www.svenskafotbollsklubbar.se/showclub.php?clubid=128.
3. ↑  http://www.aik.se/fotboll/statistik/opponent.php?id=1114